# فارسين أغابكيان
فارسين أوهانس فارتان أغابكيان – شاهين (1958 – ) أستاذة جامعية فلسطينية من أصل أرمني، شغلت منذ مارس 2024 منصب وزير دولة لشؤون وزارة الخارجية والمغتربين ضمن حكومة محمد مصطفى. وفي 23 يونيو 2025 صدر مرسوم رئاسي بتعينيها وزيرة للخارجية.

## التحصيل الدراسي
وُلدت فارسين شاهين في الأردن لعائلة أرمنية الأصل من ناحية الأب والأم سكنت مدينة القدس قبل ثلاث مئة سنة. عمل والدها لدى الأونروا.
درست في طفولتها في مدرسة شميدت للبنات في القدس، ولاحقًا في الإعدادية في مدرسة الأمة في الرام ومن ثم مرحلة الثانوية في مدرسة المطران في القدس.
حصلت على درجة الماجستير من جامعة بيردو بولاية إنديانا في الولايات المتحدة عام 1983. ودرجة الدكتوراه في الدراسات الإدارية والسياسات التربوية عام 1988 من جامعة بيتسبرغ في الولايات المتحدة.

## حياتها العملية
عملت في جامعة القدس بين عامي 1988 و2008، حيث كانت في البداية أستاذًا مشاركًا، ثم عميدًا لكلية المهن الصحية ثم عميدًا لكلية الدراسات العليا.
تولت عدة مهام في الدراسات القطاعية ببيت الشرق مع فيصل الحسيني، ووحدة تطوير الموارد البشرية بالمجلس الصحي الفلسطيني، ومشروع البناء المؤسسي في مكتب الرئيس الفلسطيني.
كما كُلفت بأن تكون مديرةً تنفيذية للقدس عاصمة الثقافة العربية عام 2009. ومديرةً للبحث والتخطيط في مؤسسة التعاون، كما تولت منصب المفوض العام للهيئة المستقلة لحقوق الإنسان بين عامي 2016 و2018. وعضوةً في لجنة ترميم كنيسة المهد. وعضوًا في وحدة دعم المفاوضات بين عامي 2010 و2024.
عملت أستاذًا مشاركًا في جامعة دار الكلمة في بيت لحم، ونائبًا لرئيس الجامعة للشؤون الاستراتيجية منذ عام 2021، وأمينًا للسر في مجلس أمناء الجامعة.
في 17 فبراير 2022، أُعيد تشكيل اللجنة الرئاسية العليا لمتابعة شؤون الكنائس في فلسطين، وضُمت إلى عضوية اللجنة.
في 29 ديسمبر 2022، أُعيد تشكيل اللجنة الرئاسية العليا لمتابعة شؤون الكنائس في فلسطين، واستمرت في عضوية اللجنة.
في 28 مارس 2024، اعتمد الرئيس محمود عباس التشكيلة الوزارية للحكومة الفلسطينية التاسعة عشرة التي يرأسها محمد مصطفى ومنحها الثقة. وفي 31 مارس 2024، أدت أغابكيان اليمين القانونية وزيرة دولة لشؤون وزارة الخارجية والمغتربين في مقر الرئاسة الفلسطينية بمدينة البيرة.
في 2 أبريل 2024، شَكَلَ الرئيس محمود عباس مجلس إدارة المؤسسة الوطنية لتوثيق تاريخ فلسطين وحفظ الذاكرة والتي تأسست في 1 فبراير 2024، وعينها عضوةً فيه.
عدل الرئيس الفلسطيني محمود عباس مرسوم إنشاء الوكالة الفلسطينية للتعاون الدولي رقم (9) لسنة 2016 في 11 يونيو 2024، مضيفًا مجلس إدارة للوكالة. لاحقًا أصدر القرار رقم (51) لسنة 2024 وعينها نائبًا لرئيس المجلس ابتداءً من 23 يونيو 2024.
في 23 يونيو 2025، وافق الرئيس عباس على تعديل حكومة محمد مصطفى، وصارت فارسين أغابكيان وزيرًا للخارجية وشؤون المغتربين بدلًا من محمد مصطفى.

## مؤلفاتها
صدر لها عدة كتب ودراسات وتقارير أبرزها:
- هجرة المسيحيين من فلسطين
- الإصلاح وحقوق المرأة
- تحديات التخطيط في القدس
- ملحمة البقاء: الفلسطينيون الأرمن والانتداب البريطاني والنكبة
- فلسطينية أرمنية